# Cajamar (municipio de Sao Paulo)
Cajamar es un municipio del Estado de São Paulo, Brasil. Forma parte de la Región Metropolitana de São Paulo. La población es de 77.934 (est. 2020) en un área de 131,39 km². Limita con Jundiaí al norte, Franco da Rocha y Caieiras al este, la capital del sureste, Santana do Parnaíba y Pirapora do Bom Jesus al oeste.
Se convirtió en municipio en 1959, al emanciparse de Santana do Parnaíba. En la sede del distrito, en la ciudad son también los distritos de Jordanésia y Polvilho.

Cajamar products treemap, 2020

## Geografía y clima
Cajamar se encuentra a una altitud media de 760 metros.
El clima de la ciudad, y de toda el área metropolitana de São Paulo, es subtropical. La temperatura media anual es de unos 20C°, siendo el mes más frío julio (media de 15 °C) y el más cálido febrero (media de 23 °C). La pluviometría anual es de unos 1300 mm.